# Hrzín (Ratměřice)
Hrzín (Duits: Hersin) is een Tsjechische plaats in de gemeente Ratměřice, regio Midden-Bohemen, en maakt deel uit van het district Benešov. Het dorp ligt op 2 kilometer afstand van Ratměřice.
Hrzín telt 17 inwoners (2021).

## Geschiedenis
De eerste schriftelijke vermelding van het dorp dateert van 1318.
Sinds 1960 is Hrzín volledig ondergebracht bij het district Benešov.

## Verkeer en vervoer

### Autowegen
Er leidt een regionale weg naar het dorp.

### Spoorlijnen
Er is geen station in Hrzín. Het dichtstbijzijnde station is in Votice, op zo'n 14,5 kilometer afstand. Dat station ligt aan spoorlijn 220 van Praag naar Tábor.

### Buslijnen
Er is geen bushalte in het dorp. De dichtstbijzijnde bushalte is in Ratměřice, op zo'n drie kilometer afstand:
| Halte                | Lijn(en) | Traject(en)     | Vervoerder(s) |
| -------------------- | -------- | --------------- | ------------- |
| Ratměřice, Ratměřice | 550      | Votice - Vlašim | CŠAD Benešov  |

## Bezienswaardigheden
- Dorpskapel;
- Wegkruis.

## Galerij

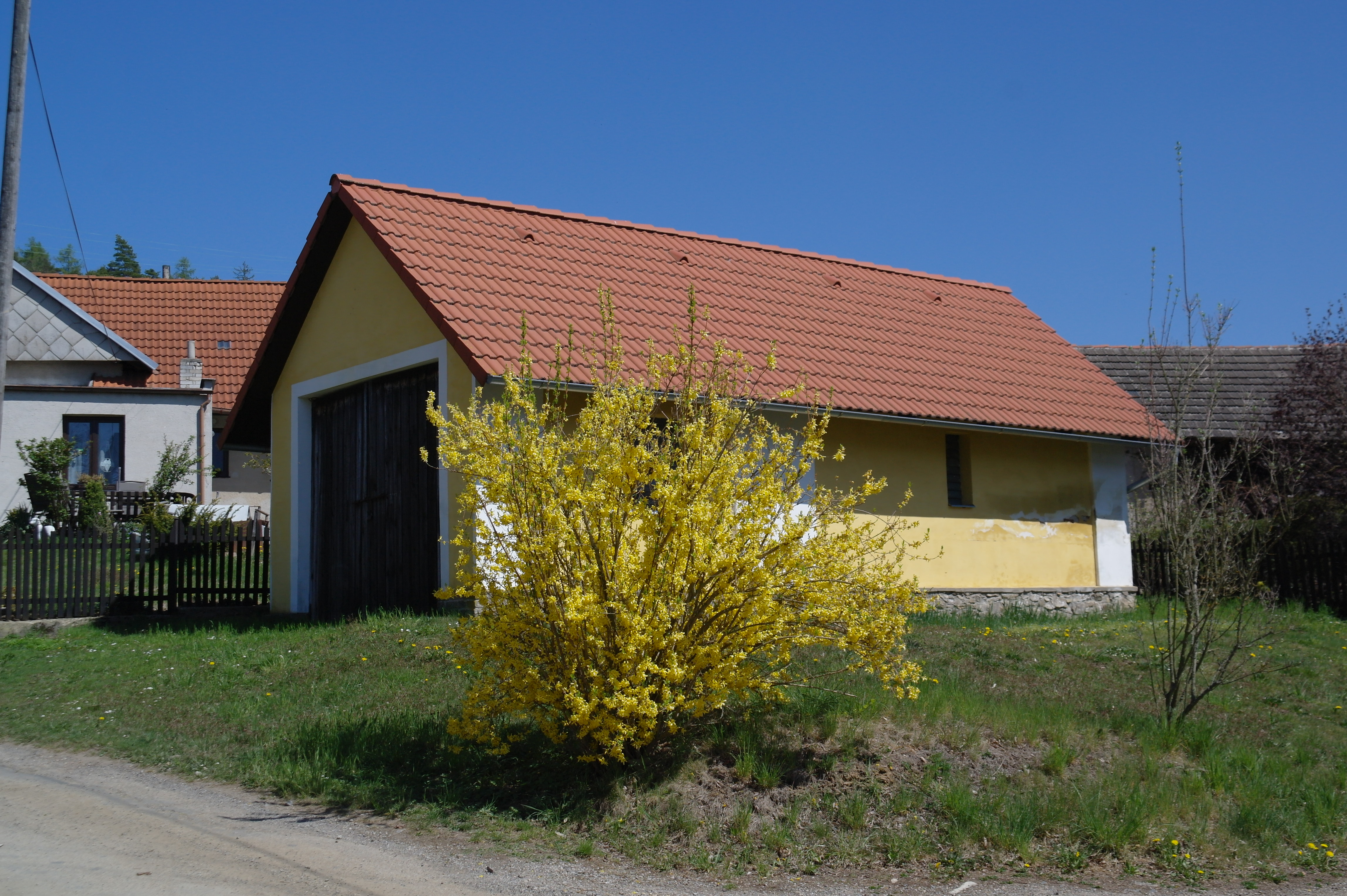
Huis in het dorp (2019)
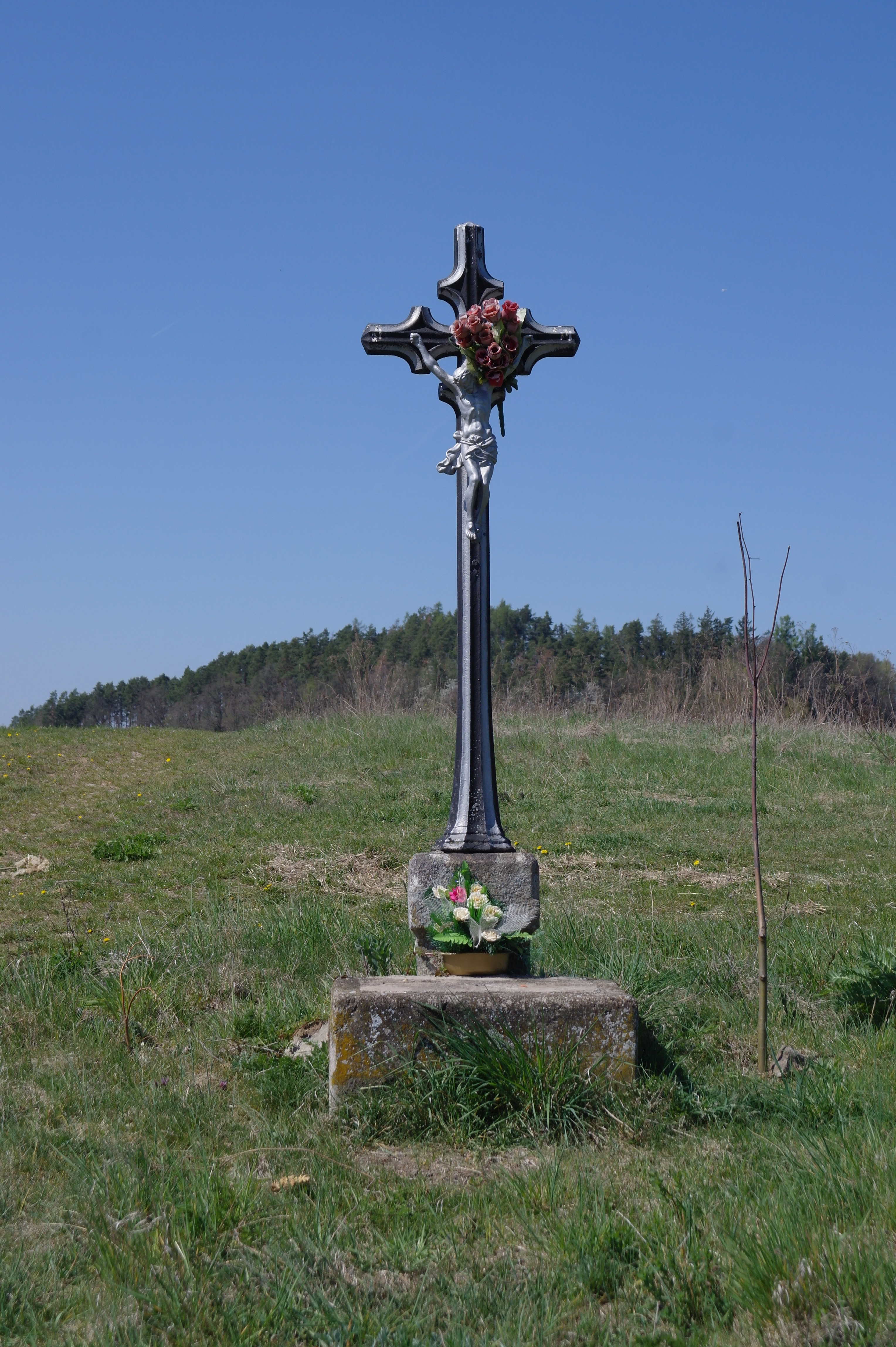
Wegkruis (2019)
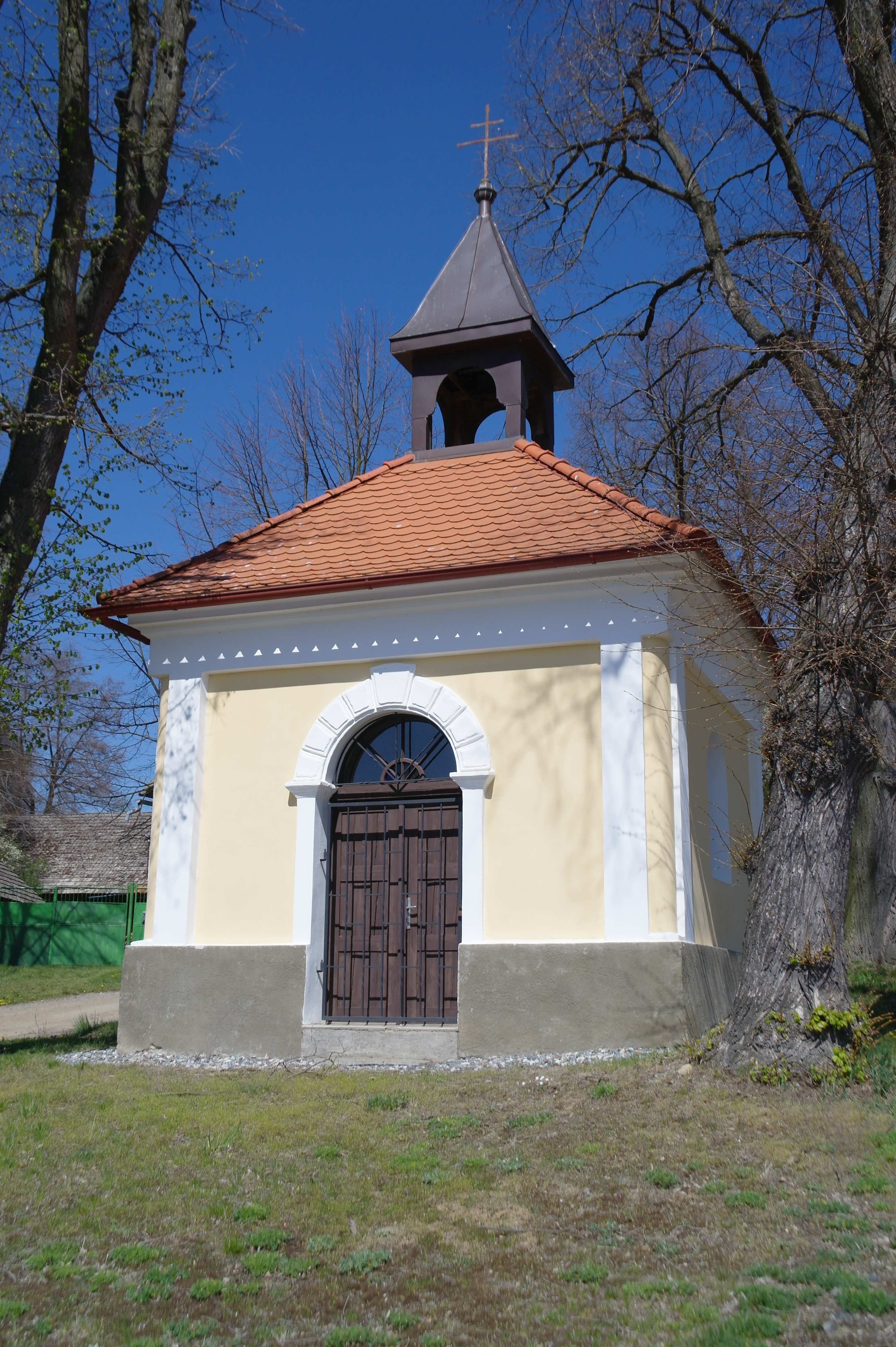
Dorpskapel (2019)